# Epicauta atrivittata
Epicauta atrivittata es una especie de coleóptero de la familia Meloidae.

## Distribución geográfica
Habita en Nuevo México (Estados Unidos).